# روجر جريناواي
روجر جريناواي (بالإنجليزية: Roger Greenaway)‏ هو كاتب أغاني ومنتج أسطوانات بريطاني، ولد في 23 أغسطس 1938 في برستل في المملكة المتحدة.

## وصلات خارجية
- روجر جريناواي على موقع IMDb (الإنجليزية)
- روجر جريناواي على موقع ميوزك برينز (الإنجليزية)
- روجر جريناواي على موقع أول ميوزيك (الإنجليزية)
- روجر جريناواي على موقع ديسكوغز (الإنجليزية)
- روجر جريناواي على موقع قاعدة بيانات الفيلم (الإنجليزية)